# Economia exponencial
Economia exponencial é uma teoria que analisa a influência e o impacto de tecnologias exponenciais, como inteligência artificial, biotecnologia, internet das coisas e blockchain, no desenvolvimento econômico mundial. Assim como suas consequências no mercado de trabalho, na distribuição de renda e nas relações de negócios. É fundamentada pela equação de crescimento econômico exponencial criada por Eduardo Ibrahim, faculty global da Singularity University no livro "Economia Exponencial: Da disrupção à abundância em um mundo repleto de máquinas".

## Contexto
Modelos de crescimento econômico buscam explicar a geração de recursos através da relação entre fatores de produção. O modelo de crescimento neoclássico está na raiz dos sistemas econômicos contemporâneos, e uma das maiores críticas a ele é sobre o tratamento do progresso tecnológico (inovação) como variável exógena (externa ao modelo). Esse fato faz com que a produção seja dependente de capital e trabalho, e a tecnologia usada no modelo seja apenas uma variável de incremento da produtividade do trabalho, por isso ela também é chamada de conhecimento ou eficiência do trabalho.
Com o avanço exponencial da tecnologia, é possível observar autoincrementos da produção e uma consequente relação inversamente proporcional ao capital e trabalho. Ou seja, quanto maior for o uso de tecnologia exponencial menor será a necessidade de capital e trabalho, fazendo com que essa tecnologia se torne o fator determinante da produção. Os movimentos de digitalização, hiperautomatização e convergência tecnológica têm criado frequentes disrupções de mercados, colocando em risco países e empresas que adotaram o modelo neoclássico de crescimento e distribuição de renda.
Nesse contexto é importante diferenciar tecnologia exponencial da tecnologia usada nos modelos neoclássicos. As tecnologias exponenciais podem criar dispositivos inteligentes capazes de produzir e inovar sem a necessidade de aumento de capital ou trabalho (autoincremento da produção) e crescem a taxas observadas pela Lei de Moore ou outras escalas de crescimento exponencial, podendo fazer com que, no longo prazo, o crescimento seja mantido exclusivamente através de tecnologia. 

## Implicações
Os modelos neoclássicos podem ser derivados ou sofrer variações para incluir mais ou menos o progresso tecnológico na sua função de produção. Entretanto, assim como na história do pensamento econômico, o trabalho e o capital se mantêm como pressupostos para o incentivo à produção e distribuição de renda. Em vista disso, durante os momentos de avanço tecnológico acelerado, períodos de desemprego estrutural e consequentes crises econômicas podem acontecer até que os trabalhadores sejam readequados aos novos empregos de base tecnológica e a renda possa ser novamente redistribuída através de salários.
Como as tecnologias exponenciais aumentam a produção e diminuem a necessidade de capital e trabalho, é natural que empresas e países com capacidade de investimento se tornem detentoras dessas tecnologias e se distanciem dos demais em termos de produção de riquezas. Embora o modelo de crescimento econômico exponencial não seja formalmente adotado, ele já acontece através de investimentos massivos em tecnologias com poder de autoprodução como a inteligência artificial.
Vale observar que o uso de tecnologias exponenciais em um modelo neoclássico e sua consequente diminuição da necessidade de trabalho pode gerar um círculo vicioso de acumulação e represamento de capital em empresas detentoras de tecnologia exponenciais, aumentando as assimetrias de renda no mundo. Isso pode gerar desemprego estrutural por períodos maiores, comprometendo a distribuição de renda e o bem-estar econômico dos trabalhadores, que em última instância são a massa de consumidores da produção dos países. 
Contudo, o avanço tecnológico cria novo arcabouço de ferramentas econômicas capaz de diminuir o impacto da irracionalidade dos agentes, mostrando caminhos alternativos à economia política em direção a uma economia de base tecnológica e científica, orquestrada e gerenciada com mais precisão pelo uso intensivo de tecnologias exponenciais como blockchain e inteligência artificial, que começam a fazer parte integral das cadeias produtivas globais.